# Travertin

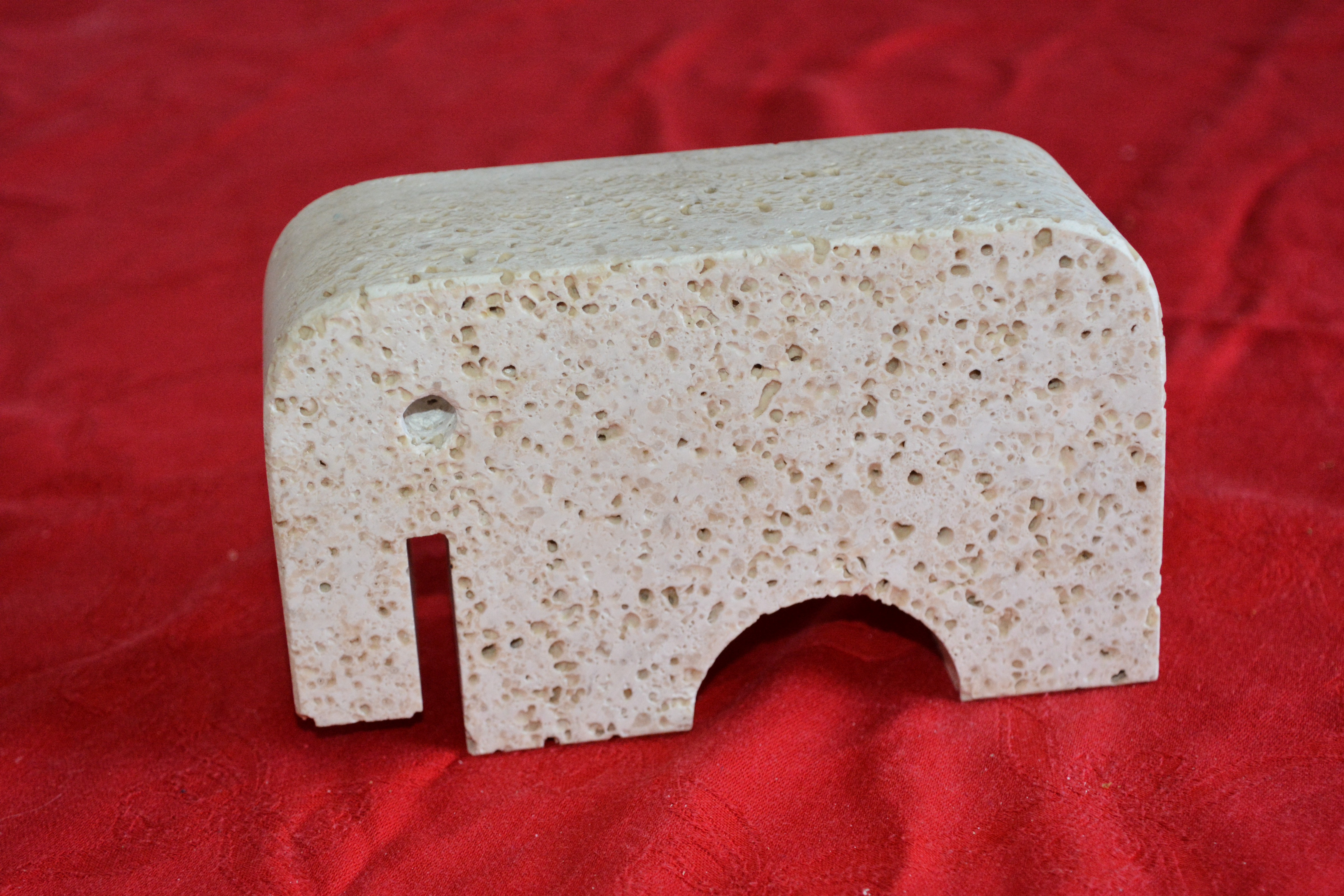
Travertin

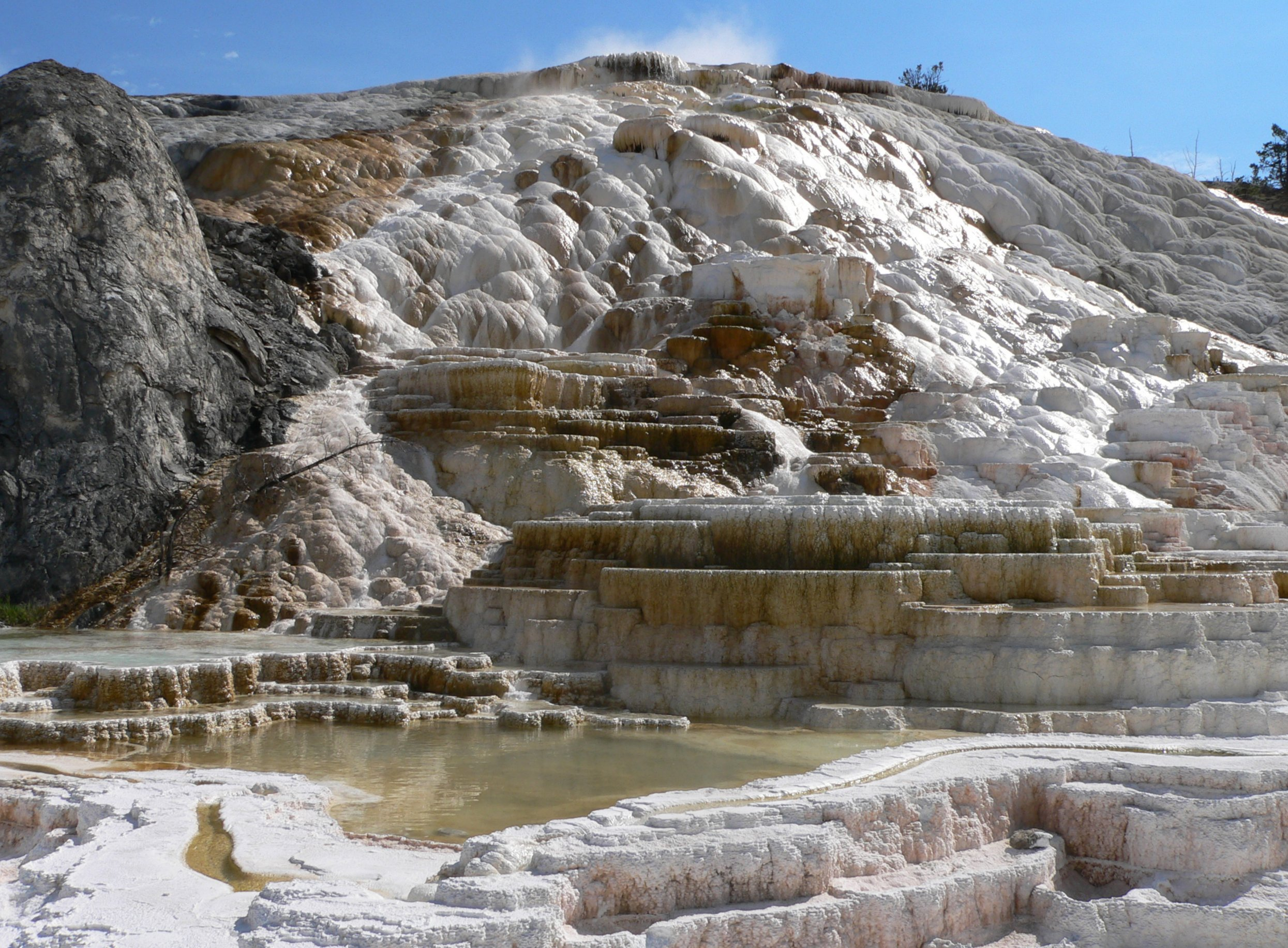
Travertinterrasser i Yellowstone National Park

Travertin (it. travertino, av lat. (lapis) Tiburtinus "(sten) från Tibur", det vill säga Tivoli), är en typ av kalksten som används som ornament- och byggnadssten.

## Egenskaper
Travertin är en kalktuff, avsatt ur varma, kalkhaltiga källor, och kan bilda avsevärda klippformationer. Den kan vara tät, men är ofta porös och innehåller avtryck och hålrum efter växtdelar, som varit ingjutna i stenmassan, men senare multnat bort. Samtidigt kan den innehålla brottstycken av lava och pimpsten.
Travertin är i början vitgul eller vitgrå men får med åren en gul, röd eller brun ytfärg.

## Förekomst
Travertin förekommer på flera platser i Italien, som Tivoli vid Rom, Civitavecchia, Aventino, Viterbo, Orvieto och Ascoli, där den bildar över 100 m höga klippor och där bildningen fortfarande pågår.
I Yellowstone National Park i USA finns travertinartad kalksinter med stor utbredning.
Den stora anläggningen Kaskaden i Jerevan i Armenien är byggd i betong och travertin.

## Användning
Travertin användes till Colosseum, Sankt Peterskyrkan och andra av Roms berömda byggnader.